# Avatar: The Legend of Aang
Avatar: The Legend of Aang (også kendt som Avatar: The Last Airbender) er et computerspil baseret på den amerikanske tv-serie Avatar: The Legend of Aang. Spillet er lavet til på Game Boy Advance, GameCube, Nintendo DS, PlayStation 2, PlayStation Portable, Wii, PC og Xbox.

## Gameplay
I spillet kan du vælge mellem at være en af de fire personer Aang, Katara, Haru og Sokka. Hver af dem har sine egne våben og kampteknikker. Du lærer også nye evner når du besejrer fjender. I spillet kan man også bruge forskellige genstande som rustning, chi, magiske genstande og helbredende drikke.